# قلعة خشتي
قلعة خشتي هي قلعة تاريخية تعود إلى الدولة السلجوقية والدولة التيمورية والسلالة الصفوية، وتقع في نوش أباد، مقاطعة آران وبيدغل.